# Volvo C30
O Volvo C30 é um hatchback compacto de 4 lugares da Volvo. Apesar do nome, o carro é uma versão coupé da linha de luxo composta pelos modelos S40, V50 e C70 e todos usam a mesma plataforma C1 da Ford Motor Company (chamado de plataforma P1 pela Volvo), também utilizado nos modelos Ford Focus e Mazda3. O C30 é apresentado principalmente como um modelo luxuoso de entrada para o público jovem. Em 2008, o primeiro filme da saga Crepúsculo apresentou o personagem Edward sendo proprietário de um C30, o que ajudou o modelo a se popularizar entre os mais novos. Posteriormente, os outros filmes da saga também trariam outros modelos da marca.
Em 2006, o C30 foi aprovado para lançamento no começo de 2007. Compete com outros coupés europeus de luxo como os BMW Série 1 Coupé e Audi TT. A produção é estimada em 65.000 unidades anuais, sendo que 75% destes se destinam ao mercado europeu.
A versão definitiva do modelo foi oficialmente apresentada no Salão do Automóvel de Paris de 2006. As vendas no mercado europeu inciaram em dezembro do mesmo ano. Começou a ser vendido no Canadá em março de 2007 e no Brasil no mês seguinte.

## Carro conceito híbrido
A Volvo desenvolve uma versão híbrida do C30 em seu centro de desenvolvimento na Califórnia. Uma versão conceito do C30 híbrido batizado de ReCharge foi exibido em setembro de 2007 no Salão do Automóvel de Frankfurt.

## Facelift
Em 2009, o Volvo C30 recebeu um facelift, sendo as diferenças mais notáveis na frente. Na traseira também houve retoques: No vidro de trás as letras Volvo estavam juntas, mas com o facelift, as letras ficaram separadas.

## Motores

### Gasolina
- 1.6 L 100 hp 4 cilindros
- 2.0 L 145 hp 4 cilindros
- 2.4 L 170 hp 5 cilindros
- 2.5 L 230 hp 5 cilindros Turbo
- 1.8 L 125 hp 4 cilindros Flexfuel

### Diesel
- 1.6 L 109 hp 4 cilindros
- 2.0 L 136 hp 4 cilindros
- 2.4 L 180 hp 5 cilindros

## Galeria

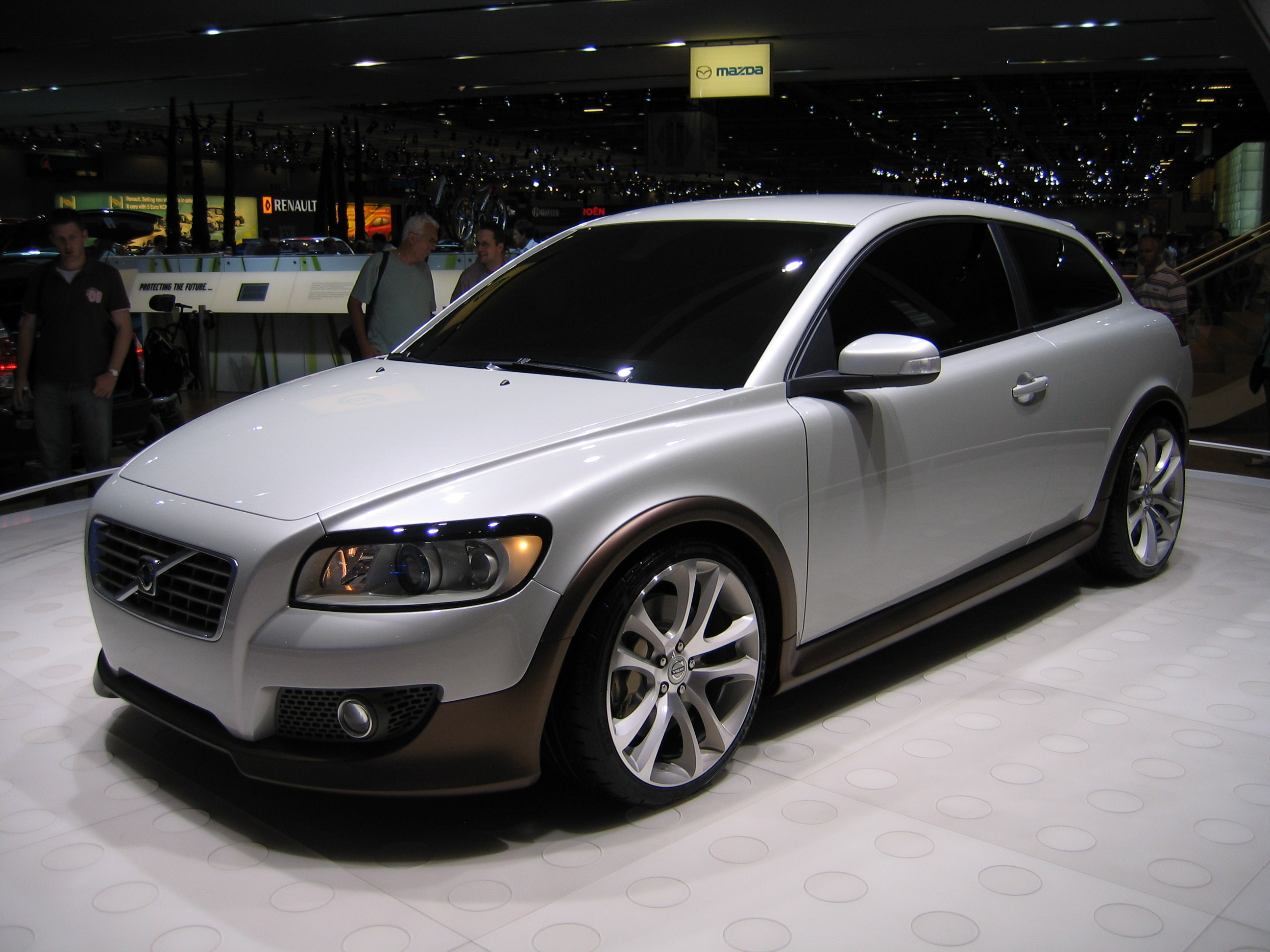
Carro conceito
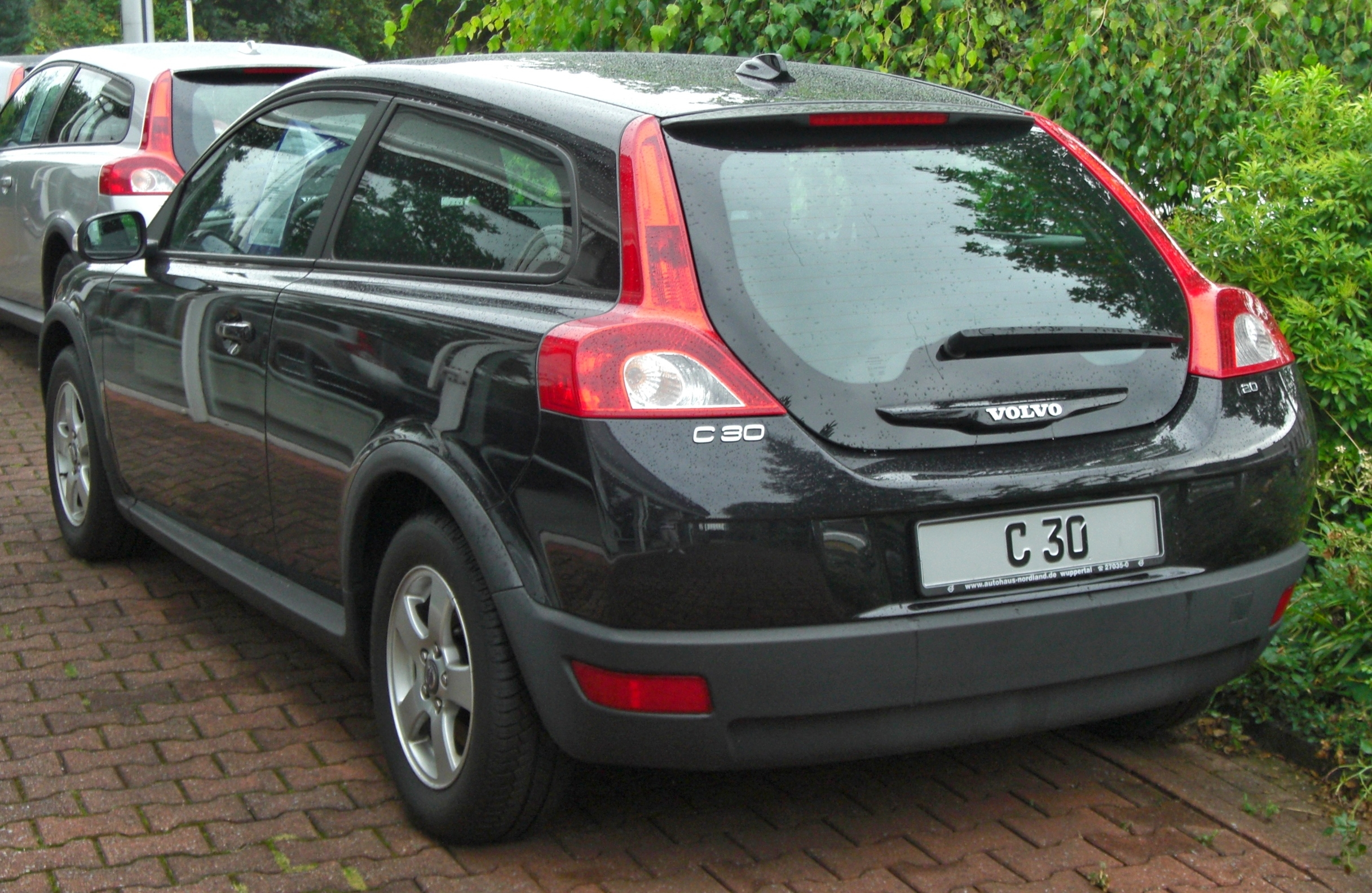
Frente, pré-facelift
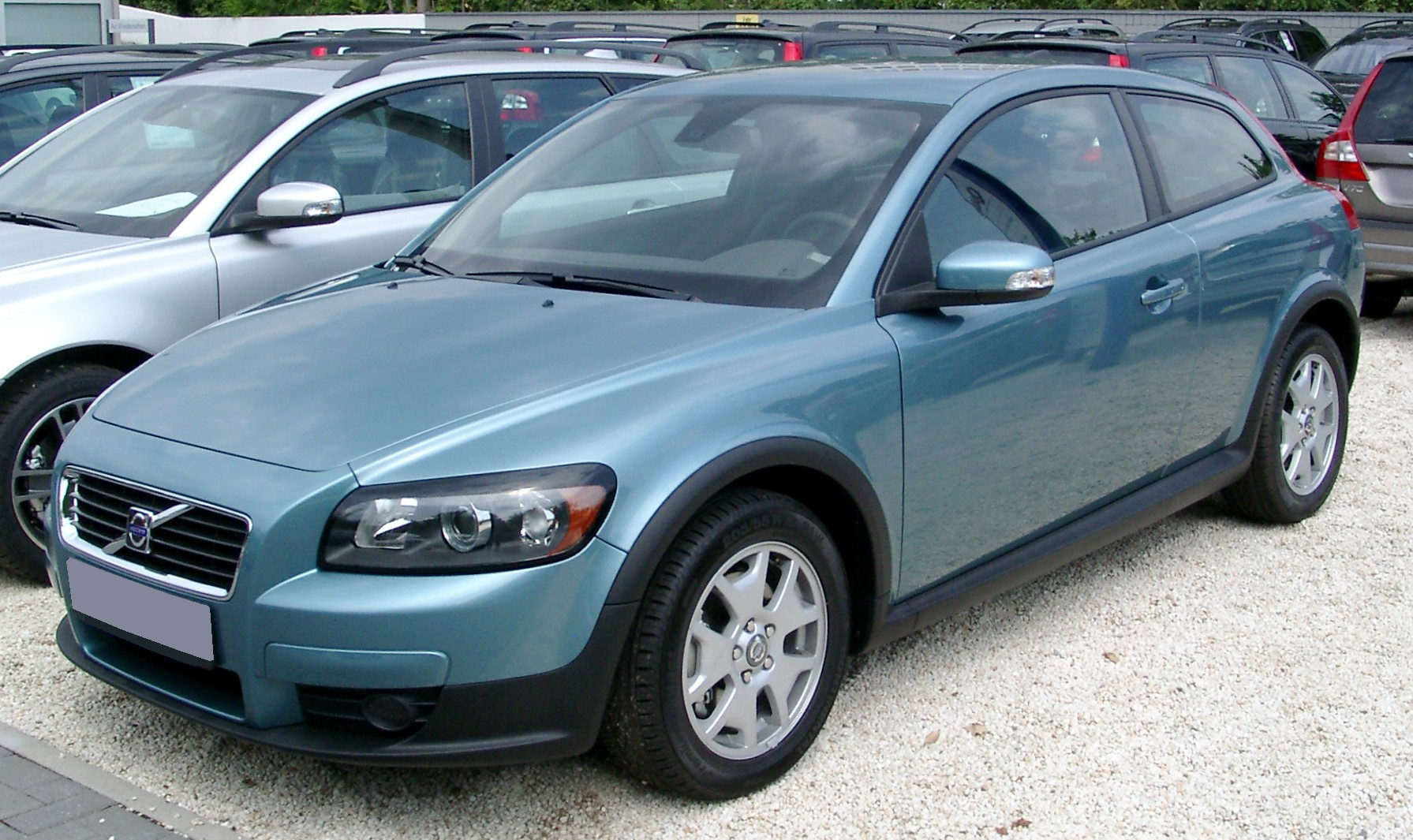
Frente, pré-facelift
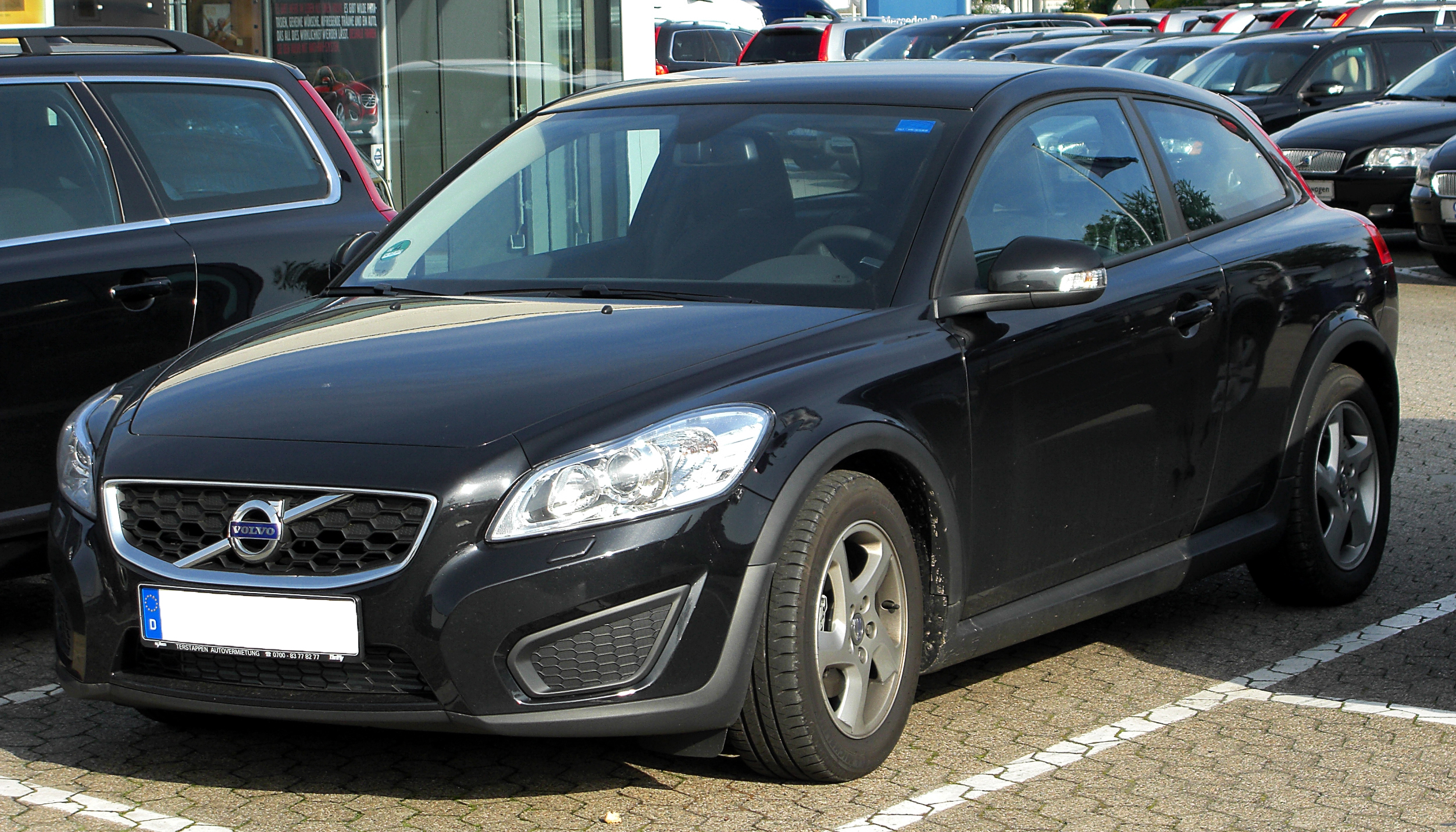
Frente, facelift
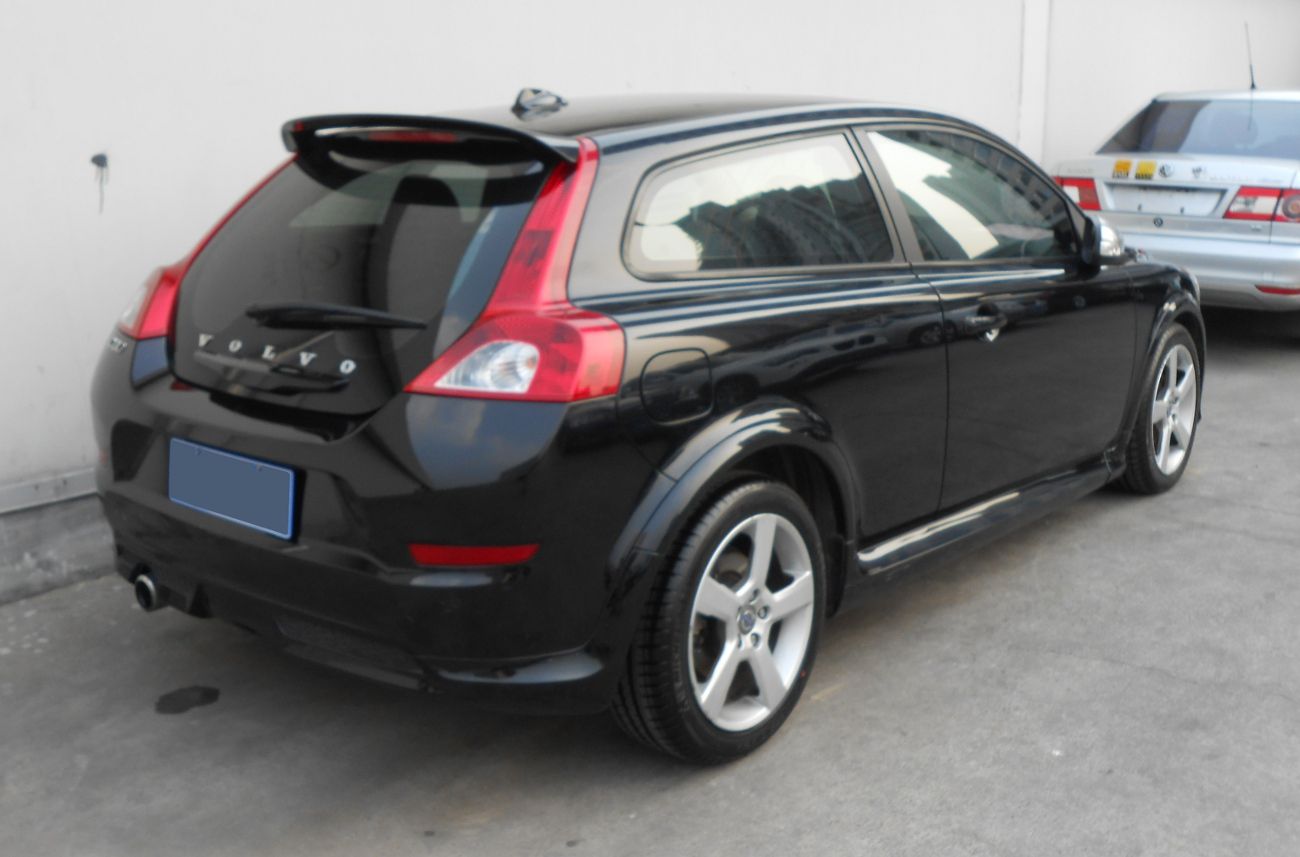
Traseira, facelift